# Heterocheilidae (diptère)
Pour les articles homonymes, voir Heterocheilidae (nématode).
Famille
Taxons de rang inférieur
- genre Heterocheila Rondani, 1857

Les Heterocheilidae sont une famille d'insectes diptères brachycères muscomorphes.
Du fait de l'existence d'une autre famille d'animaux, Heterocheilidae Railliet & Henry 1915 (Nematoda), portant déjà ce nom, le taxon est jugé invalide par le Code international de nomenclature zoologique et le nom devrait être changé.

## Publication originale
- (nl + en) David K. McAlpine, « Relationships of the genus Heterocheila (Diptera: Sciomyzoidea) with description of a new family », Tijdschrift voor Entomologie, La Haye, Leyde et Amsterdam, NEV (d), Martinus Nijhoff Publishers (d) et Éditions Brill, vol. 134,‎ 1991, p. 193-199 (ISSN 0040-7496 et 2211-9434, OCLC 1132820).